# Centaurodendron
Centaurodendron es un género de plantas con flores perteneciente a la familia  Asteraceae. Comprende 3 especies descritas y de estas, solo 2 aceptadas. Es originario de Chile.

## Taxonomía
El género fue descrito por Friedrich Richard Adelbart Johow y publicado en Estudios sobre la flora de las Islas de Juan Fernández  63. 1896.

## Especies aceptadas
A continuación se brinda un listado de las especies del género Centaurodendron aceptadas hasta febrero de 2015, ordenadas alfabéticamente. Para cada una se indica el nombre binomial seguido del autor, abreviado según las convenciones y usos.	
- Centaurodendron dracaenoides Johow
- Centaurodendron palmiforme Skottsb.